# Feliks Nowowiejski

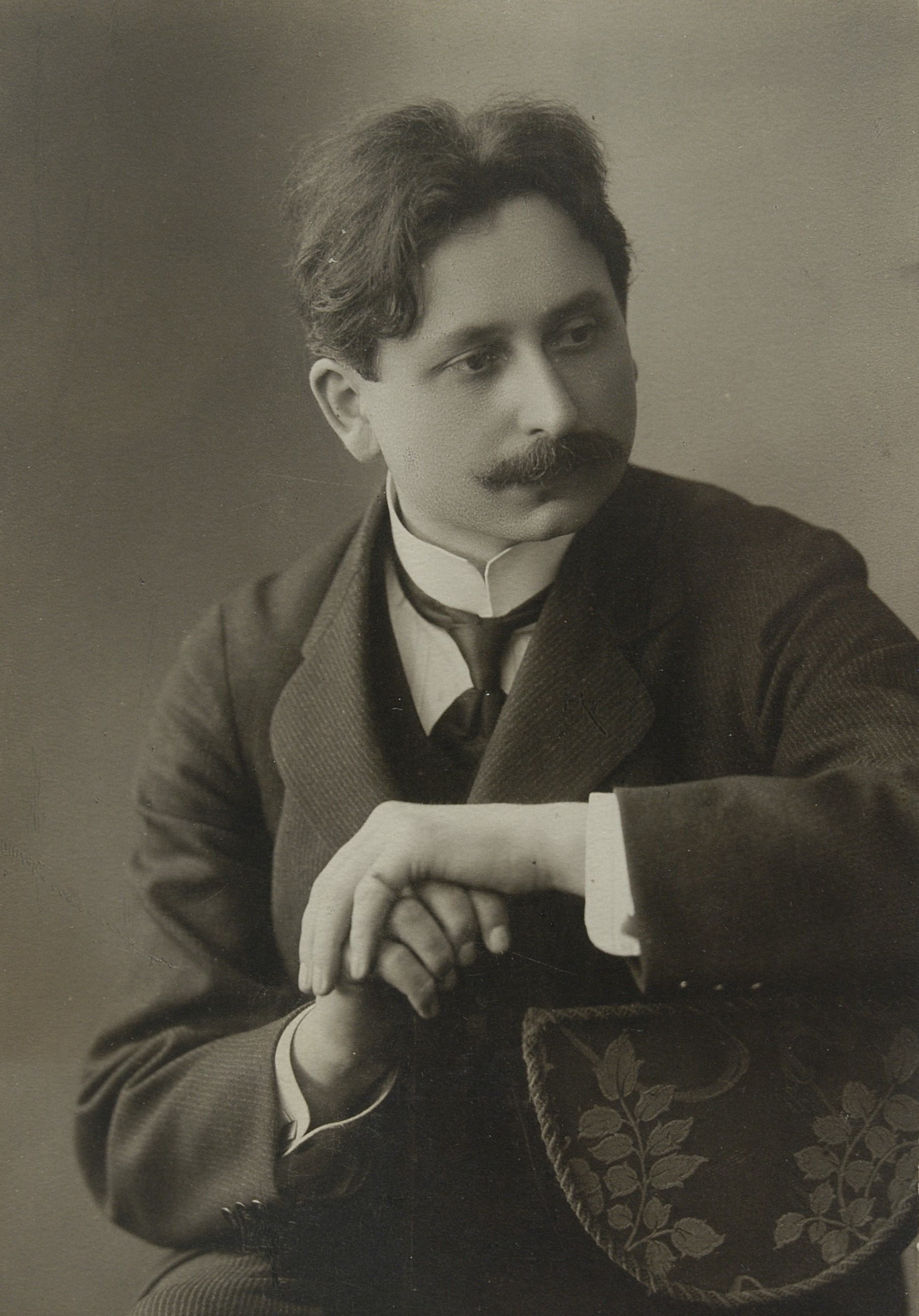
Feliks Nowowiejski

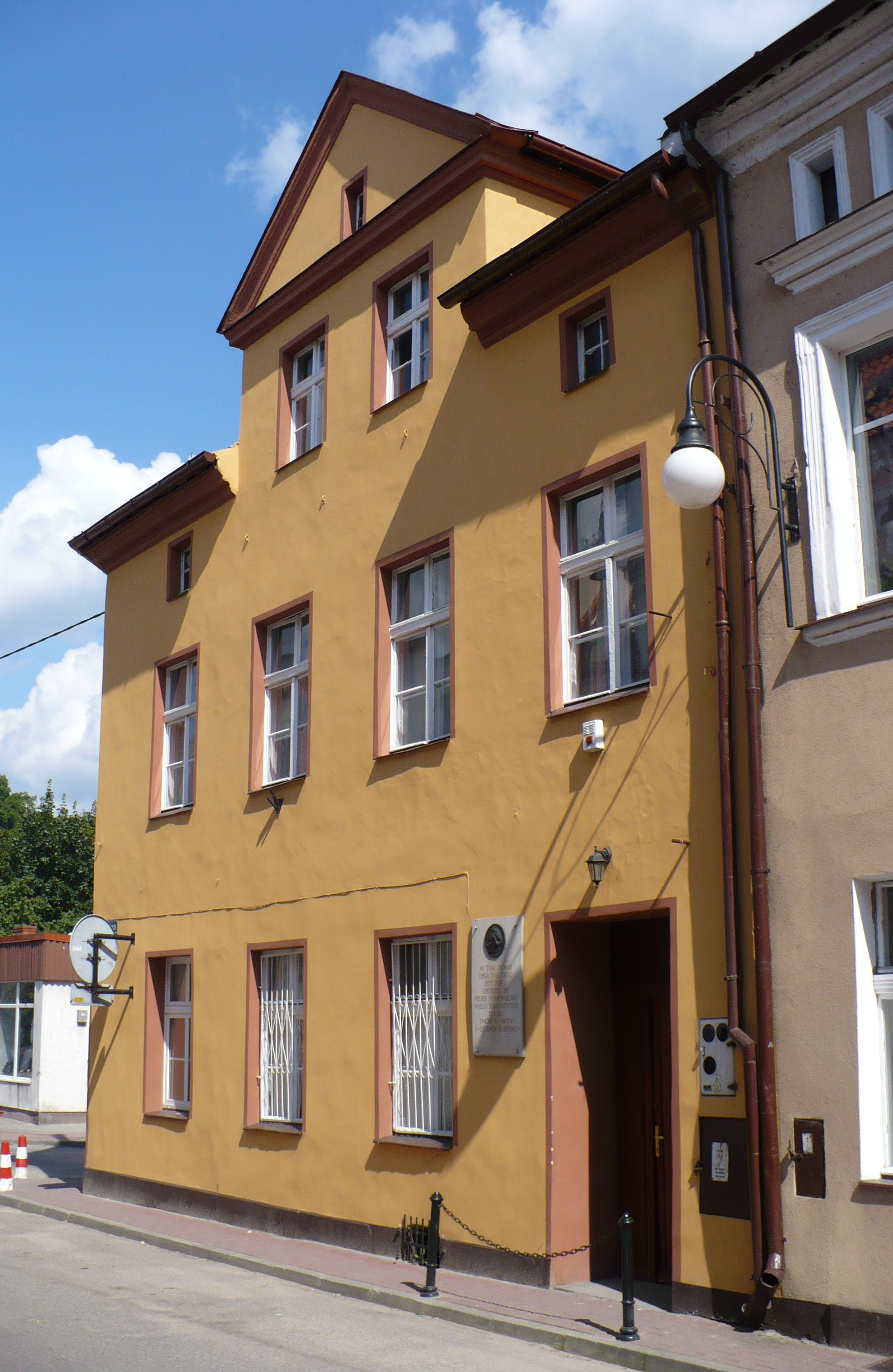
Feliks-Nowowiejski-Museum (Geburtshaus von Feliks Nowowiejski) in Barczewo an der Stelle, wo das einstöckige Haus seiner Familie stand (später aufgestockt)

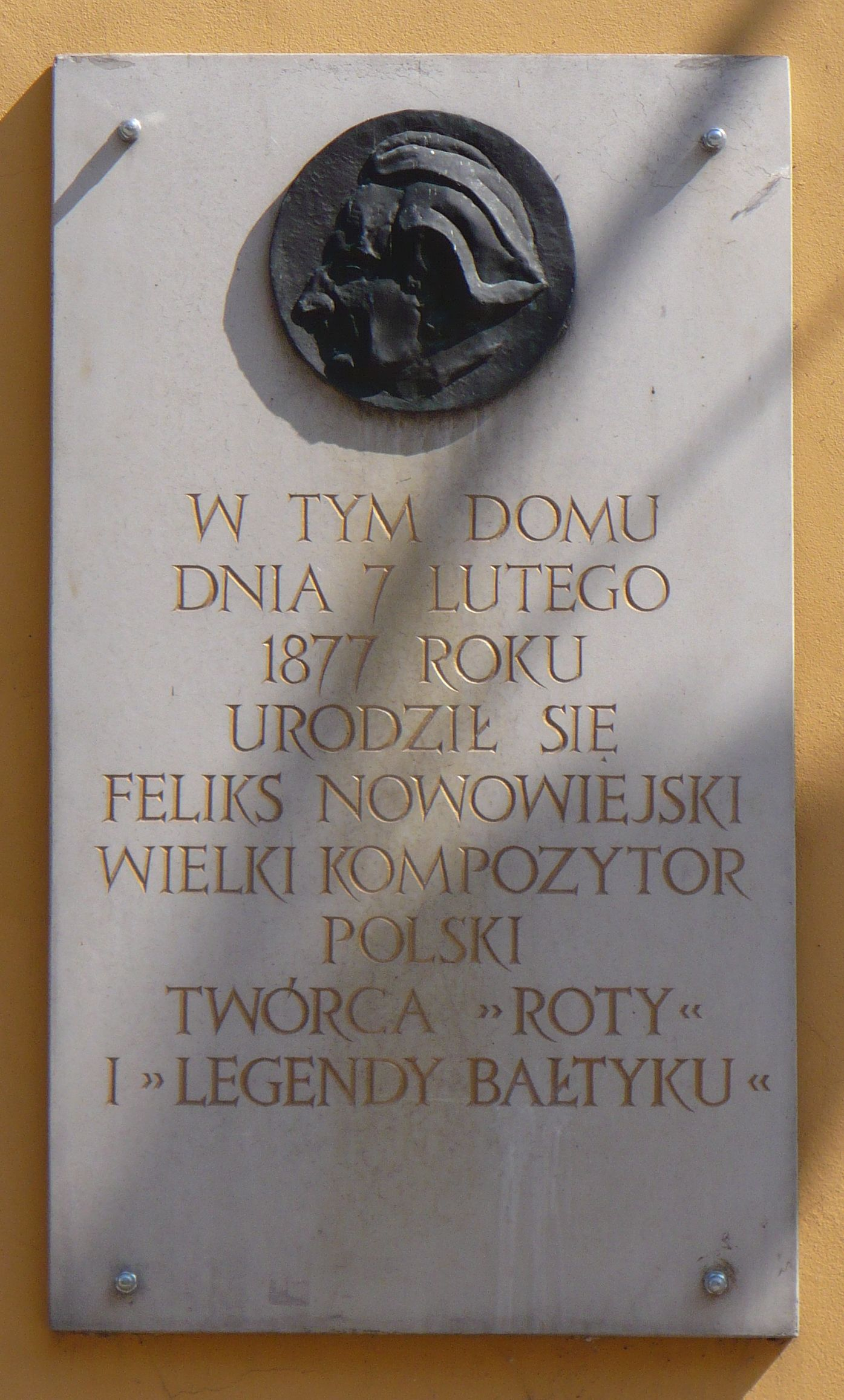
Gedenktafel am Geburtshaus von Feliks Nowowiejski

Feliks Nowowiejski (* 7. Februar 1877 in Wartenburg (Ermland); † 18. Januar 1946 in Poznań) war ein polnischer Komponist, Dirigent, Organist und Musiklehrer.

## Leben

### Kindheit und Schulausbildung
Feliks Nowowiejski war fünftes Kind von insgesamt elf Geschwistern. Sein Vater, Franz Adam Nowowiejski, 1830 in Wartenburg geboren, hatte polnische Wurzeln (sein Großvater, Jan Nowowiejski, 1730 in Wartenburg geboren, hatte seinerzeit die Polin, Anna Jabłońska aus Tollack, geheiratet). Er war in Wartenburg Schneidermeister mit eigener Werkstatt und führte dort auch eine Volksbücherei mit polnischen Büchern.
Die Mutter Katharina Falk (* 1847), die zweite Ehefrau von Franz Adam Nowowiejski, war eine Deutsche aus dem Nachbardorf Wuttrienen.
Während der Vater sich für das Polentum in Ermland engagiert einsetzte und auch Leiter des örtlichen polnischen Kulturvereins war, zeigte die Mutter, u. a. als Pianistin im Familienkreis, ein großes Interesse für die Kunst. Durch gemeinschaftlichen Gesang von landläufigen Volksliedern sowie Vortragen von Gedichten bekannter Dichterfürsten aus Polen und Deutschland als auch eigene, selbstgereimte Verse förderte sie das wohl von ihr geerbte große musische Talent ihres Sohnes Feliks. Trotz polnisch-patriotischer Einstellung des Vaters sprachen die Kinder besser Deutsch als Polnisch. So konnte Feliks selbst vor seiner Berliner Zeit sich schriftlich nur in Deutsch ausdrücken.
Nowowiejskis Familie lebte schon über mehrere Generationen im Ermland. 1883 wurde Feliks Nowowiejski Schüler der Elementarschule in Wartenburg (im Pfarrhaus der St. Anna-Kirche). Wegen seines musikalischen Talents – er komponierte schon mit 10 Jahren sein erstes Klavierstück (eine Suite von einfachen klassischen und zeitgenössischen Tänzen für Klavier: Polonaise, Menuett, Polka, Walzer, Galopp, Mazurka und Krakowiak) – kam er 1887 auf die Klosterschule in Heiligelinde, wo er in Harmonielehre unterrichtet wurde und Geige, Cello, Waldhorn, Klavier und Orgel spielen lernte. Die Ausbildung konnte er jedoch nicht abschließen, da er bald allein für den Unterhalt seiner Familie zu sorgen hatte. Im Jahr 1893 übersiedelte die Familie verarmt (Bankrott der väterlichen Werkstatt) nach Allenstein.

### Musiker, Kompositionsstudium, künstlerisches Schaffen
Feliks Nowowiejski wurde im Jahr 1893 als Violinist beim Preußischen Grenadier-Regiment-Orchester in Allenstein angestellt, wodurch er in der Lage war, für den Lebensunterhalt seiner Eltern und seiner Geschwister zu sorgen. Dort komponierte er Musikstücke für Militärkapellen und Liebhaberorchester. Dank eines Kompositionspreises für seinen Marsch Pod sztandarem pokoju (Unter dem Banner des Friedens) konnte er vom 1. April bis September 1898 am Stern’schen Konservatorium Berlin studieren. Von 1898 bis 1900 bekleidete er die Organistenstelle an der St.-Jakobus-Kirche in Allenstein. Nachdem er mit einem weiteren Musikpreis ausgezeichnet worden war, absolvierte er vom 15. Januar bis 16. April 1900 einen Dreimonatskurs an der Kirchenmusikschule Regensburg, um Kontrapunkt, den Palestrinastil und Gregorianischen Choral zu studieren. Danach studierte er in Berlin am Stern’schen Musikkonservatorium Theorie und Kontrapunkt bei Ludwig Bussler, Komposition bei Wilhelm Taubert und Gradus ad Parnassum bei Heinrich Bellermann und vervollkommnete sich gleichzeitig im Orgelspiel bei Otto Dienel sowie im Orchester bei Gustav Hollaender.
Nachdem Nowowiejski eine Kantate an die Königliche Akademie der Künste in Berlin eingesandt hatte, wurde er in die Meisterklasse für klassische Komposition unter Max Bruch aufgenommen (1900–1902). Gleichzeitig nahm er ein Studium der Musikwissenschaft und der Ästhetik an der Friedrich-Wilhelm-Universität in Berlin auf. In Berlin kam er in Kontakt mit polnischen Intellektuellen und entwickelte einen starken polnischen Patriotismus, der sich später oftmals in seinen Werken widerspiegelte (z. B. in Ermländische Motive, Rota, Polnische Brautwerbung oder Quo vadis?).
1902 erhielt Nowowiejski für sein Oratorium Powrót syna marnotrawnego (Heimkehr des verlorenen Sohnes) seine erste Auszeichnung, den Giacomo-Meyerbeer-Preis. Von den 4.500 Mark Preisgeld finanzierte er eine Studienreise durch Deutschland, Böhmen, Mähren, Österreich, Italien, Afrika, Frankreich und Belgien, auf der er unter anderem Antonín Dvořák, Gustav Mahler, Camille Saint-Saëns, Pietro Mascagni und Ruggero Leoncavallo kennenlernte. 1904 gewann er zum zweiten Mal den Giacomo-Meyerbeer-Preis für seine Sinfonien in a-Moll (die er später zurückzog) und h-Moll (Nr. 1). Mit diesem Preisgeld setzte er sein Studium bei Max Bruch fort. Er war Kompositionslehrer und Chordirigent, gleichzeitig Organist und Chorleiter an der St.-Hedwigs-Kathedrale in Berlin und danach dort an der Dominikanerkirche St. Paulus. 1903 komponierte er in Berlin das große Oratorium Quo vadis?. Nach der Uraufführung der Neufassung (von 1907) am 22. Oktober 1909 im Concertgebouw in Amsterdam wurde das Oratorium bis 1939 in mehr als 200 Städten in Europa, Nord- und Südamerika aufgeführt. Nach der von ihm dirigierten Aufführung in der Carnegie Hall in New York wurde Nowowiejski als der „neue Messias des Oratoriums“ gefeiert. Quo vadis? machte Nowowiejski weithin bekannt – und geriet danach beinahe in Vergessenheit.
Im Jahr 1909 ließ sich Nowowiejski in Krakau nieder, wo er als Direktor der Krakauer Musikgesellschaft fungierte. Gleichzeitig war er Organist und Kapellmeister der Warschauer Symphoniekonzerte. Am 15. Juli 1910 versammelten sich zum 500. Jahrestag der Schlacht bei Tannenberg die Krakauer auf dem Matejko-Platz und stimmten unter Nowowiejskis Leitung Maria Konopnickas Gedicht Rota an, das zum Widerstand gegen die Germanisierung der Polen aufruft, das Nowowiejski vertont hatte und das zu einem der bekanntesten polnischen patriotischen Lieder wurde.
Im März 1911 heiratete Nowowiejski in Kraków-Wawel die Krakauer Musikstudentin Elżbieta Mironow-Mirocka; die Eheleute bekamen die Tochter Wanda und die vier Söhne Feliks, Kazimierz, Adam und Jan.
Manchen polnischen Nationalisten galt Nowowiejski (aufgrund seiner ermländischen Herkunft und weil er eher auf Deutsch veröffentlichte statt auf Polnisch) nicht als „reiner“ Pole. Aufgrund zunehmender Anfeindungen in Polen zog Nowowiejski nach Beginn des Ersten Weltkriegs in das Deutsche Reich, nach Berlin. Er wurde zum Kriegsdienst eingezogen, schwor den Eid auf den Kaiser Wilhelm II. und diente als Kapellmeister im örtlichen Militärorchester. Nach der Beendigung des Ersten Weltkrieges ließ er sich im Jahr 1918 in Poznań nieder und war dort als Dozent an dem Musikkonservatorium, Komponist, Dirigent und Chorleiter tätig. Seine Auftritte als Redner beim Abstimmungswahlkampf des Plebiszites von 1920 im Ermland und Masuren zeugten von seinem erstarkten polnischen Patriotismus. Dadurch kam es zum Zerwürfnis mit seinem Lehrer Max Bruch, der erfolgreich dazu aufrief, Nowowiejski und dessen Musik zu boykottieren. Nowowiejski geriet in Deutschland mehr und mehr in Vergessenheit; seine Musik wurde nicht mehr in Veranstaltungsprogramme aufgenommen.
Zu Beginn des Überfalls auf Polen 1939 versteckte sich Nowowiejski bei den Schwestern des Elisabeth-Krankenhauses in Poznań und flüchtete anschließend nach Krakau; zuvor hatte er eine kurzzeitige Internierung erlebt wegen des Verdachtes der Spionage für Russland (aufgrund der Denunzierung eines Passanten).

### Lebensende
Nach einem schweren Schlaganfall im Dezember 1941 beendete er seine Laufbahn als Musiker. Kurz nach Kriegsende 1945 kehrte Nowowiejski nach Poznań zurück, wo er am 18. Januar 1946 starb. Seine letzte Ruhestätte (Ehrengrab) fand er in der Krypta der Verdienten der St.-Adalbert-Kirche in Poznań.

## Wirkung

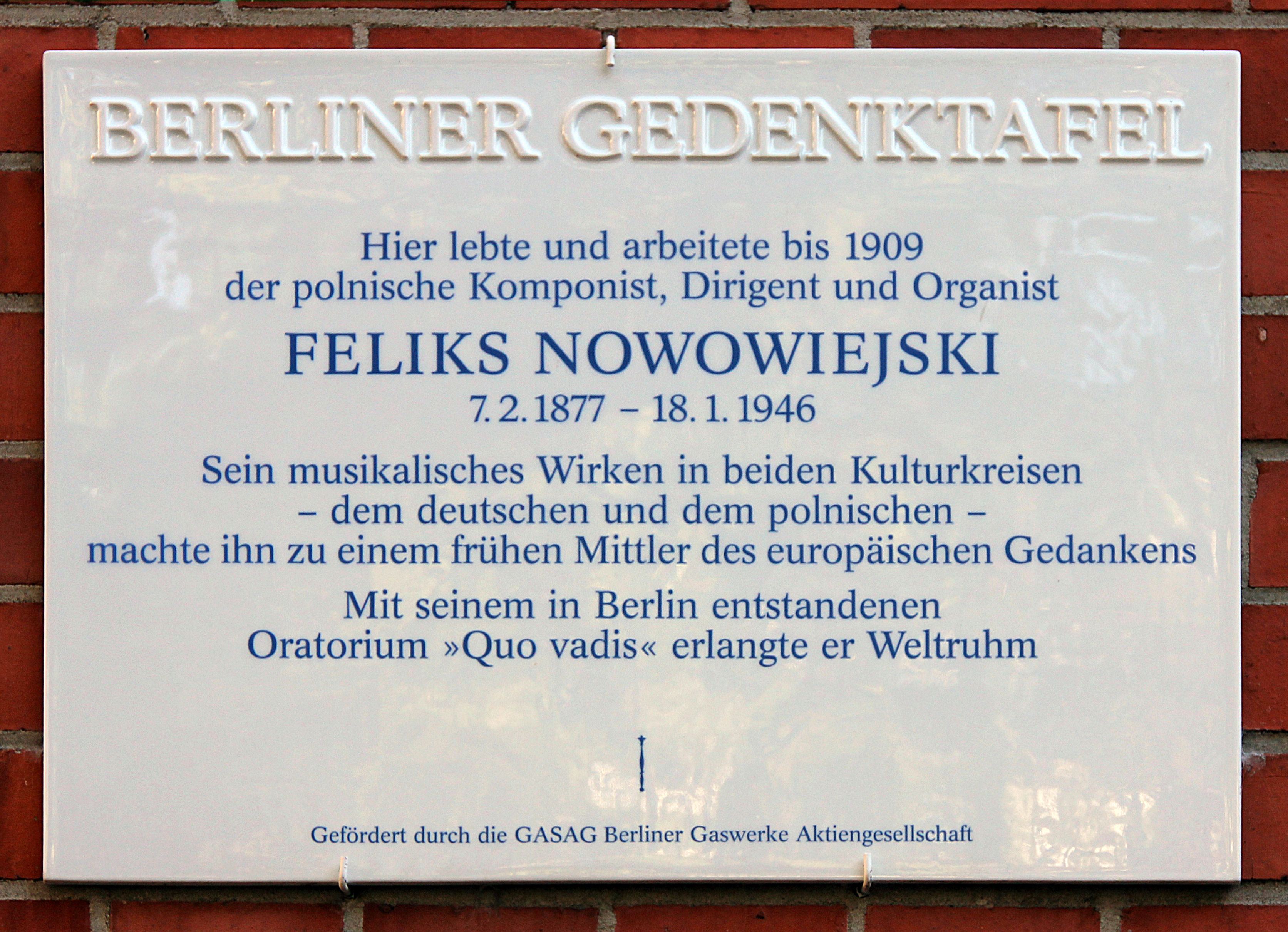
Berliner Gedenktafel an der Kirche St. Paulus in Berlin-Moabit

Bereits vor dem Ersten Weltkrieg fand Felix Nowowiejskis Musikschaffen auch in Deutschland große Anerkennung, so z. B. durch die Aufführung des Oratoriums Quo vadis 1913 in Krefeld und die deutsche Uraufführung des Oratoriums Kreuzauffindung 1914, ebenfalls in Krefeld. In beiden Aufführungen wurden dem persönlich anwesenden Komponisten laut einer Zeitungsnotiz begeisterte Ovationen zuteil.
Durch die Kriegswirren sind einige seiner Musikstücke verschollen bzw. unwiederbringlich verloren gegangen. Einige seiner Kompositionen gelangten erst Jahre nach seinem Tod an die Öffentlichkeit. Erst nach dem Zweiten Weltkrieg erfuhr Nowowiejski auch in Deutschland langsam wieder Anerkennung; seine Werke wurden wieder in die Programme großer Musikveranstaltungen aufgenommen. Rudolf Innig spielte zahlreiche seiner Orgelwerke ein, darunter alle neun Orgel-Symphonien.
Einige seiner Melodien erschallen regelmäßig in polnischen Städten:
- Seine Melodie zum Lied Rota wird als Glockenspiel der 37 Glocken zu jeder vollen Stunde vom 82 Meter hohen Turm des Rechtstädtischen Rathauses in Danzig zu Gehör gebracht.
- Die Melodie zur polnischen Ermlandhymne O Warmio moja miła (O Du mein liebes Ermland) wird seit dem 22. Januar 1969 täglich, am 31. Dezember auch um Mitternacht, vom Turm des Rathauses in Olsztyn als Hejnał gespielt. Erstmals blies ein Trompeter die Melodie am 28. Oktober 1947. Bei der Übersendung des in Noten gefassten Gedichts an den Text-Autor schrieb Feliks Nowowiejski: „Ich habe das Liedchen mit ganzem Herzen komponiert, gedenkend der lieben, teuren Heimat, wo mehr inneres, wahres Glück herrscht als anderswo!“ Diese Melodie, gespielt vom Glockenspiel des Rathauses von Allenstein, ist auch vom Rathaus seiner Heimatstadt Barczewo täglich um 12 Uhr über Lautsprecher zu hören.
- Vom Glockenturm des alten Rathauses in Świnoujście (Swinemünde) erklingt das Lied Hymne an die Ostsee als Chorgesang.[7] Das ist die Hauptmelodie seiner Oper Baltische Legende.

## Aufführungen seiner Werke in Deutschland nach 1945 (Auswahl)
- 1959, Rostock: Oper Vineta, deutsche Erstaufführung
- 1989, Oberhausen, Luise-Albertz-Halle, QUO VADIS
- 1998, Düsseldorf, Johanneskirche: Quo vadis, unter Leitung von Oskar Gottlieb Blarr
- 2009, Berlin, Feliks-Nowowiejski-Festival vom 9. bis zum 11. Oktober: Orgelkonzerte in der St. Pauluskirche, in der Gedächtniskirche und der St. Johannis-Basilika
- 2012, Fulda: Quo vadis, anlässlich des Domjubiläums
- 2013, Krefeld, Lutherkirche: Orgelkonzert von Rudolf Innig
- 2014, Berlin und Warschau, Felix-Nowowiejski-Festival vom 7. bis zum 28. September[8]
- 2016, Poznań, Aula der Universität: Quo vadis, anlässlich seines 70. Todestages
- 2016, Theater Vorpommern (Greifswald, Stralsund, Putbus): Spielzeiteröffnung 2016/17 mit Auszügen aus der Legenda Bałtyku
- 2017, Görlitz, Kreuzkirche: Missa Stella Maris, op. 49, Nr. 4
- 2018, Oldenburger Staatstheater/Großes Haus, Aufführung der Ouvertüre zur Oper „Legende Baltyku“ Op. 28, von Felix Nowowiejski,
- 2019, Höxter-Ottbergen, Heilige Kreuzkirche, Konzert „Weihnachten in Europa“, u. a. mit dem Musikwerk „Weihnachten in der uralten Marienkirche zu Krakau“, von Felix Nowowiejski.

## Ehrungen und Gedenken

### Auszeichnungen
- 1889: Erster Preis beim Musik-Wettbewerb in London für Unter der Flagge des Friedens
- 1899: British-Musicain-Siegespreis
- 1902: Großer Giacomo-Meyerbeer-Preis für das Oratorium Die Heimkehr des verlorenen Sohnes und eine romantische Ouvertüre
- 1903: Erster Preis beim Beethoven-Paderewski-Wettbewerb für seine Ouvertüre Swaty polskie (Polnische Brautwerbung)
- 1904: Großer Giacomo-Meyerbeer-Preis zum zweiten Male – für die Symphonien a-moll und h-moll
- 1907: Erster Preis beim Musik-Wettbewerb in Avondale-Chicago – für die Kantate für Chor, Orchester und Orgel
- 1907: Erster Preis beim Kompositions-Wettbewerb in Lemberg mit dem Lied Żałobny pochód Kościuszki na Wawel (Trauerzug des Tadeusz Kościuszko zum Wawel)
- 1908: Aufnahme ins Weltjahrbuch 1908: „Nowowiejskis ungewöhnliches Talent, seine Beharrlichkeit, sein Streben wie auch sein Zielbewußtsein, seine ernste Auffassung dieses Zieles und die bisherigen Resultate bezeugen uns, dass wir es hier mit einem Künstler von Gottes Gnaden, mit einem nicht nur berufenen, sondern außergewöhnlichen Meister zu tun haben.“
- 1910: Erster Preis beim Kompositionswettbewerb in Lemberg anlässlich des 100. Geburtstags von Frédéric Chopin für sein Lied Zagasły już[2]
- 1914 Lemberger Musikpreis für sein Chorwerk Danaë[1]
- 1931 Ehrenmitgliedschaft der Organ Music Society London
- 1931 Erster Preis beim Musikwettbewerb in London – für seine 9. Orgel-Symphonie
- 1933 Erster Preis beim Musikwettbewerb des Meeresfest in Gdynia 1933
- 1935 Verleihung des Titels eines Päpstlichen Kammerherrn – für seine religiösen Werke, darunter die Missa pro pace (Messe für den Frieden) durch Papst Pius XI.[2]
- 1935 Polnischer Staatspreis für Musik
- 1936 Orden Polonia Restituta
- 1936 Ehrennadel der Polnischen Föderation der Chor- und Instrumental-Ensembles

### Ehrungen
- 1909 schenkte die niederländische Königin Wilhelmina nach der Uraufführung seines Oratoriums Quo vadis in Amsterdam Nowowiejski einen Diamantring.
- Anlässlich seines 70. Todestages würdigte der Sejm ihn mit dem Titel „Kulturpatron 2016“.

### Gedenken
Nach dem Zweiten Weltkrieg, als die Volksrepublik Polen die ehemaligen deutschen Ostprovinzen, Teile Ostpreußens, in ihr Staatsgebiet eingegliedert hatte, spielten die Vorbehalte, die Nowowiejski einst zum Umzug nach Berlin bewogen hatten, keine Rolle mehr. Er wurde wegen seiner pro-polnischen Einstellung und den polnischen Themen vieler seiner Musikwerke vielfach geehrt.
- In seinem Geburtshaus in Barczewo befindet sich seit 1961 das Feliks-Nowowiejski-Museum mit Gedenktafel. Es besitzt viele wertvolle originale Stücke aus dem Leben und Werk Nowowiejskis: Klaviere, Möbel, Manuskripte und Dokumente. Es dient außerdem kulturellen und pädagogischen Aktivitäten.
- 1996 wurde in Poznań die Feliks Nowowiejski-Gesellschaft gegründet. Zudem erhielt in dieser Stadt auch eine Straße seinen Namen. In der Kassenhalle der dortigen Oper hängt eine Erinnerungstafel mit Hinweis auf seine bekanntesten Werke. In seinem ehemaligen Wohnhaus eröffnete am 7. Februar 2008 das Feliks-Nowowiejski-Museum Posen. An dem Museumsgebäude hängt eine Gedenktafel zum 100-jährigen Jubiläum der Rota-Uraufführung.
- Büsten von Feliks Nowowiejski stehen in Danzig-Nowyport, vor dem Haus der Meeres-Kultur, und in Barczewo, vor der Grundschule.
- Neben der Basilika in Święta Lipka (Heiligelinde) befindet sich ein Gedenkstein zu Ehren von Feliks Nowowiejski (1,70 m hoher Findling mit einer Marmortafel, Aufschrift: „Feliks Nowowiejski, 1877-1946, Komponist, war hier von 1887 bis 1893 Klosterschüler.“)
- Gedenktafeln:
  - in Olsztyn (Allenstein), ul. Pieniesznego 18 (ehem. Wilhelmstraße), mit einem Kopf-Relief, Noten und Text des Ermland-Liedes mit dem Hinweis, dass er von 1893 bis 1900 hier mit seiner Familie wohnte.
  - im Vorraum des Rathauses von Olsztyn mit dem Hinweis auf die Ermland-Hymne O Warmio moja miła
  - in Świnoujście (Swinemünde), am Gebäude der Direktion Swinoujskisch Spa (Kurortverwaltung). Im Jahr 1910 verbrachte Nowowiejski in diesem Haus einen mehrwöchigen Urlaub und Vineta-Sage, die ihn 1924 zur Komposition der Oper Legenda Bałtyku veranlasste.
  - in Berlin-Moabit, an der Dominikanerkirche St. Paulus, mit folgendem Text „[…] hier lebte und arbeitete F. N. […]; mit seinem in Berlin entstandenen Oratorium Quo vadis erlangte er Weltruhm.“ Die Enthüllung erfolgte am 9. Oktober 2009.[9]
  - in Krakau, ul. Floriańska 20, mit dem Hinweis, dass er von 1910 bis 1914 hier wohnte

### Feliks Nowowiejski als Namensgeber
- 1945 wurde die Stadt Wartenburg in Nowowiejsk umbenannt. Ein Jahr darauf wurde Wartenburg aus politischen Gründen erneut umbenannt, nun in Barczewo.
- 1962 erhielt das Symphonieorchester Olsztyn anlässlich seines 85. Geburtstages den Namen Filharmonii Warmińsko-Mazurskiej im. Feliksa Nowowiejskiego w Olsztynie. Anlässlich seines 70. Todestages ließ das Orchester eine Gedenk-Medaille prägen.
- Seit 1994 findet in Poznań alle fünf Jahre der Internationale Feliks-Nowowiejski-Orgelwettbewerb statt, bei dem der Feliks-Nowowiejski-Musikpreis vergeben wird. Veranstalter ist die Feliks-Nowowiejski-Gesellschaft Posen in Zusammenarbeit mit der Musikakademie Posen.
- Seit 2002 findet in Barczewo, in der St.-Anna-Kirche, jährlich das Internationale Chormusik-Festival Feliks Nowowiejski (Międzynarodowy Festiwal Muzyki Chóralnej im. Feliksa Nowowiejskiego) statt.
- Nach dem Komponisten benannt sind außerdem:
  - Musikschulen in Szczecin (Stettin), Gdańsk (Danzig), die Staatliche Musikschule Danzig, die Musikschule in Zgorzelec (Görlitz), die Musikakademie Bydgoszcz (Bromberg)
  - allgemeinbildende Schulen in Polen, darunter Grundschulen, z. B. in Barczewo und in Ketrzyn (Rastenburg), und Gymnasien, z. B. in Braniewo (Braunsberg)
  - sowie Straßen und Plätze, wie in Barczewo und in Gdynia (Gdingen) die Feliks-Nowowiejski-Promenade (1522 m langer und 10 m breiter Ostseeufer-Boulevard, Teil der Rennstrecke Tour de Pologne)

## Werke (Auswahl)
Die folgende Werkliste bietet eine Auswahl seiner Kompositionen:

### Sinfonien
- Nr. 1 h-Moll op. 12 (1904, verschollen)
- Nr. 2 op. 52 Arbeit und Rhythmus (1937/38)
- Nr. 3 op. 53 Die sieben Farben der Iris (1936–1940)
- Nr. 4 op. 58 Sinfonie des Friedens für drei Gesangssolisten, gemischten Chor und Orchester (1941)
- Nordlandfahrt (um 1900, verschollen)
- a-Moll (1903, verschollen)

### Sinfonische Dichtungen
- Nina i Pergolesi op. 17, Nr. 2
- Beatrycze op. 17 Nr. 1 (1903)
- Śmierć Ellenai (Der Tod Helenas) op. 32 (1915)

### Ouverturen
- Swaty polskie (Polnische Brautwerbung), „seinem teuren Meister, Max Bruch, in Verehrung und Dankbarkeit gewidmet“ (1903)
- Syn Marnotrawny (Ouverture zum Oratorium) op. 3
- Legenda Bałtyku (Ouverture zur gleichnamigen Oper)

### Opern
- Emigranci (1917)
- Legenda Bałtyku („Ostseelegende“ vom Untergang der sagenhaften Stadt Vineta), Oper 1924, 3 Akte, Erstaufführung am 28. November 1924 in Poznań, deutsche Erstaufführung unter dem Titel Vineta in Rostock 1959
- Kompass (1925), bisher nicht veröffentlicht[10]
- Legenda Kaszuba, Komische Oper 1933. Libretto von Gustaw Morcinek nach einem Buch von Hieronim Derdowski (1852–1902). Ein Lied daraus ist die inoffizielle kaschubische Hymne
- Ondraszek (wahrscheinlich 1939)

### Ballette
- Leluja (Tatry) op. 37
- Malowanki Ludowe (Volksgemälde) op. 18 (1925), Erstaufführung 1928 in Poznań

### Oratorien
- Heimkehr des verlorenen Sohnes op. 3 (1901). Erstaufführung in Heiligelinde am 11. Mai 1993
- Quo vadis op. 30 (1903) für Bass, Bariton, Sopran, Chor, Sinfonieorchester und Orgel. Libretto von Antonie Jüngst (1843–1918), basierend auf dem Roman von Henryk Sienkiewicz. Szenen: I. Brand Roms, Auf dem Forum Romanum; II. a) Marsch der Pretorianer, b) Der Oberste Pretorianer; III. Die nächtliche Versammlung von Christen in den Katakomben; IV. Die Via Appia-Vision von Christus und Petrus; V. Finale. Uraufführung am 4. Mai 1907 in Aussig, Erstaufführung nach einer Neubearbeitung am 22. Oktober 1909 in Amsterdam.
- Die Kreuzauffindung op. 35 (1905) mit dem berühmten Parce Domine (Herr, verschone mich); Libretto: Arno Herolask, Uraufführung am 11. April 1906 in Lemberg, Erstaufführung in Deutschland 1914, Krefeld, Stadthalle, in Anwesenheit des Komponisten.
- Mysterium des Kreuzes mit Psalm 136, unvollendetes Oratorium

### Werke für Soloinstrument und Orchester
- Marsch Unter dem Banner des Friedens (1898)
- Légende op. 32
- Konzert für Cello und Orchester op. 55 (1938)
- Klavierkonzert d-Moll op. 60 Slawisches (1941)

### Werke für Orgel und Klavier
- Treny op. 20, Nr. 3
- Neun große Orgelsinfonien op. 45 (ca. 1929–1931). Nowowiejski bezeichnete diese Kompositionen selbst als sein musikalisches Testament. Die 9. Orgel-Symphonie ist dem Gedenken an Ludwig van Beethoven gewidmet.
- Vier Orgelkonzerte op. 56 (ca. 1930–1940)
- In Paradisum / Elegie op. 61 für Orgel (1941)
- Balladen, Mazurken und Tänze für Klavier

### Messen
- Gregorianische Messe
- Polnische Messe „Bogu Rodzica“ (Gottesmutter) op. 25, Nr. 5
- Missa „Christus – Spes mea“ op. 46, Nr. 6
- Missa Mariae Claramontanae op. 49, Nr. 1
- Missa de Lisieux op. 49, Nr. 2
- Missa Pro Pace op. 49, Nr. 3 (1935)
- Messe „Stella Maris“ op. 49, Nr. 4
- Missa de Lourdes op. 49, Nr. 5

### Kunstlieder
- Pamiętasz Janku op. 16, Nr. 2
- Dumka o Wiśle, op. 23, Nr. 2; Klagelied über der Weichsel
- Zgasły już… op. 26, Nr. 1, Sololied mit Klavierbegleitung
- Rota op. 38, Nr. 2 (1910)
- Marsylianka wielkopolska (1919); bekanntes polnisches patriotisches Lied, komponiert anlässlich des erfolgreichen Großpolnischen Aufstandes
- Róże dla Safo op. 51, Nr. 1
- Pod Niebem Persji op. 51, Nr. 7
- Zakochani op. 51
- Noce op. 51, Nr. 5

### Chorwerke
- Ojczyzna, Psalm 136 (Jeruzalem) op. 18
- Trauerzug mit dem Leichnam von Kościuszki zum Wawel op. 25, Nr. 2 (1907), Komposition für Männerchor und Kapelle
- Kantate für Chor, Orchester und Orgel (1907)
- Danaë op. 29, Nr. 3 (1914) für Männerchor und Kapelle
- Christe Rex – Mottospruch der Kirchenchöre op. 43, Nr. 7 (1935)
- Teka Białowieska op. 56